# جيندوت كريستياوان
جيندوت كريستياوان (بالإندونيسية: Gendut Doni Christiawan)‏ (7 ديسمبر 1978 بسالاتيغا في إندونيسيا - ) هو لاعب كرة قدم إندونيسي في مركز الهجوم. شارك مع منتخب إندونيسيا لكرة القدم. أما مع النوادي، فقد لعب مع برسيب باندونغ وبرسيجا جاكارتا ونادي آريما كرونوس ونادي سريويجايا وPersiba Balikpapan ‏ ومادورا يونايتد وPersijap Jepara ‏ وبيرسيبايا سورابايا وPersikota Tangerang ‏ وPSIS Semarang ‏ وبيرسيتارا جاكرتا أوتارا ‏.

## وصلات خارجية
- جيندوت كريستياوان على موقع قاعدة بيانات كرة القدم.إي يو (الإنجليزية)
- جيندوت كريستياوان على موقع ناشيونال فوتبول تيمز (الإنجليزية)
- جيندوت كريستياوان على موقع Soccerway.com (الإنجليزية)